# R.E.D. (альбом M. Pokora)
«R.E.D. (Rythmes Extrêmement Dangereux)» — шостий студійний альбом французького поп-співака Метта Покори. Реліз відбувся 6 лютого 2015 року.

## Список композицій
1. "Intro R.E.D." (1:12)
2. "Avant nous" (3:13)
3. "Voir la nuit s'emballer" (4:02)
4. "Le monde" (3:14)
5. "Mieux que nous" (із Soprano) (4:24)
6. "Go Mama" (3:06)
7. "J'le fais quand même" (2:49)
8. "Wohoo" (3:21)
9. "Entre parenthèses" (3:20)
10. "Je te mentirais" (3:54)
11. "Ensemble" (3:08)
12. "On danse" (3:14)
13. "Cœur voyageur" (3:19)
14. "Ma jolie" (3:41)
15. "Le monde" (акустика) (3:25)

## Чарти
Тижневі чарти
| Чарт (2015)                     | Позиція |
| ------------------------------- | ------- |
| Бельгія (Фландрія) (Ultratop)   | 67      |
| Бельгія (Валлонія) (Ultratop)   | 1       |
| Франція (SNEP)                  | 1       |
| Швейцарія (Schweizer Hitparade) | 4       |

## Сертифікація та продажі
| Країна         | Сертифікат (таблиця продажів та сертифікатів) | Продажі  |
| -------------- | --------------------------------------------- | -------- |
| Бельгія (BEA)  | Платина                                       | +130,000 |
| Франція (SNEP) | 2× Платина                                    | +270,000 |